# Абросимово (Андреапольский район)
Абросимово — деревня в Андреапольском районе Тверской области. Входит в состав Аксёновского сельского поселения.

## География
Населённый пункт расположен в 58 километрах на северо-запад от административного центра района — города Андреаполь.

### Часовой пояс
Абросимово как и вся Тверская область, находится в часовой зоне МСК (московское время). Смещение применяемого времени относительно UTC составляет +3:00.

## Население
| 2002 | 2010 |
| ---- | ---- |
| 1    | ↘0   |